# WikiRebels: O Documentário
WikiRebels: O Documentário (em inglês:  WikiRebels - The Documentary, ou em sueco:  WikiLeaks - med läckan som vapen) é um documentário sueco para televisão, produzido pela rede de televisão pública SVT, dirigido pelos cineastas suecos Bosse Lindquist e Jesper Huor, ambos especialistas em documentários investigativos, e lançado no dia 12 de dezembro de 2010. O documentário de aproximadamente uma hora trata da história recente do WikiLeaks até sua grande explosão na mídia devido ao vazamento de informações sobre a guerra do Iraque, e da vida de seus criadores, em particular de Julian Assange, o então porta-voz e principal nome associado ao WikiLeaks e a esta série de acontecimentos em escala mundial.

## Contexto Histórico
Wikileaks é uma organização jornalística sem fins lucrativos lançada no fim de 2006 que reunia documentos confidenciais vazados por fontes anônimas. Eles acreditam em total liberdade de imprensa e irrestrito fluxo de informação. Desde o início, o website administrado pela Sunshine Press recebia uma quantidade considerável de conteúdo relevante. Mas foi em 2010 que o WikiLeaks atingiu o auge midiático após o vazamento de diversos documentos do governo dos Estados Unidos, especialmente tratando das guerras no Oriente Médio. E é nesse momento que se inicia WikiRebels.

## Enredo
O documentário inicia-se com a entrevista a Julian Assange, que confirma que o WikiLeaks já disponibilizou em 4 anos mais documentos confidenciais que todo o resto da mídia tradicional. Ele também deixa claro que a atitude da organização é tentar inibir atitudes ilegais reforçando que eles irão descobrir e revelar e os culpados merecem sofrer as consequências, para se tornarem exemplo. Essa abertura dita o tom grave do filme pelos próximos minutos. Em seguida, os repórteres Bosse Lindquist e Jesper Huor recapitulam um pouco da história de Assange como Hacker na Austrália. Aos 21 anos, ele já havia se declarado culpado ao tribunal, por cerca de 20 pequenos crimes. Foi multado e liberado pelo juiz que alegou que Assange era apenas um jovem curioso. Após este acontecimento, Julian Assange inicia um novo projeto que veio a ser o embrião do WikiLeaks, um website que deixava pessoas publicarem suas opiniões, o que lhe rendeu problemas com representantes da cientologia. No momento seguinte do filme, o início do WikiLeaks em 2006 é retratado juntamente com seu rápido crescimento, incluindo as denúncias ao presidente do Quênia Daniel Toroitich arap Moi, em conjunto com o jornal britânico The Guardian. Nessa época os vazamentos estavam nos noticiários porém a entidade WikiLeaks ainda era desconhecida do público. Em 2007 o German Chaos Computer Club se torna um aliado e um de seus integrantes, Daniel Domscheit-Berg, entra para o time do WikiLeaks e rapidamente se torna uma das mais importantes figuras dentro da organização. Nesse meio tempo, o WikiLeaks se instala na Suécia devido as suas leis convenientes de liberdade de imprensa. Ainda nesse período, o filme exibe algumas raras gravações de Assange e Daniel em várias conferências de Tecnologia e Jornalismo.
Em um momento posterior, Mikael Viborg explica a questão técnica da segurança do site, o anonimato é um fator primordial para a aceitação da plataforma entre as pessoas que possuíam documentos importantes. Alguns dos casos mais importantes relatados no WikiLeaks são mostrados, entre eles os documentos da Prisão de Guantánamo em Cuba e os dados da falência de um importante banco na Islândia, dados estes que foram proibidos de serem noticiados no país, o que levou os porta-vozes da organização à discutir este assunto em rede nacional, e em seguida se reunir com ativistas locais na intenção de criar um novo projeto visando a liberdade de expressão. Tal projeto foi aprovado por unanimidade no parlamento Islandês, o que levou o WikiLeaks a mudar de país sede. Este foi o primeiro momento em que a organização não governamental e sem fins lucrativos conseguiu gerar uma mudança significativa a nível de governo em favor do povo.
Na passagem mais densa do documentário está o caso Bradley Manning, um jovem militar que conseguiu acesso a uma grande quantidade de informações sigilosas do exército americano a respeito das guerras no oriente médio, sobretudo no Iraque. Logo após o vazamento, Manning contou o que havia feito para Adrian Lamo, um ex-hacker que, como foi descoberto posteriormente, fazia serviços para o FBI e CIA. Desde então, Manning está preso pelo governo americano. Um dos vídeos divulgados, sob o nome Collateral Murder, é mostrado no filme. São cenas fortes de dois helicópteros do exército americano atirando em civis em Bagdá, incluindo dois correspondentes de guerra da Reuters. Doze pessoas morreram e duas crianças ficaram seriamente feridas, a maioria do grupo estava desarmada. Assange então comenta não avaliar a necessidade ou não dos Estados Unidos estarem em guerra, ou as tropas estarem no Iraque, mas condena a covardia de matar pessoas inocentes por prazer e declara a importância da liberação destas informações. Nesse momento o WikiLeaks começou a atrair a atenção da mídia tradicional de maneira desenfreada e Assange chegou a se juntar com vários jornais como o The Guardian e o The New York Times para divulgação de mais informações. O que levou em julho de 2010 ao vazamento de documentos sobre a guerra no Afeganistão. Mais uma vez o governo dos Estados Unidos repudiou a divulgação dos dados, porém desta vez WikiLeaks cometeu o deslize de manter nomes de pessoas envolvidas, incluindo cidadãos Afegãos, que poderiam ser prejudicados. Neste momento, o filme começa a entrevistar Iain Overton, editor chefe do TBIJ (Sigla em inglês para O Escritório de Jornalismo Investigativo), convidado por Assange para editar as milhares de páginas de documentos que o WikiLeaks ainda planejava soltar no futuro. Mais vídeos chocantes de ataques a civis no Afeganistão são mostrados, e Overton relata como as atrocidades eram tratadas com extrema frieza nos relatórios do exército.
Em seguida o documentário trata da aceitação de Julian Assange por parte de ativistas ao redor do mundo. Apesar da constante perseguição e de não ter uma residência fixa, Assange era sempre bem recebido onde chegava, chegando a ter oferecidos serviços e hospedagem gratuitos. Nesta mesma época ele é eleito pela Revista Time um dos homens mais influentes do mundo. Ainda aproveitando de seu novo status de herói/celebridade, Assange aplica para um visto de residente na Suécia, e é convidado a diversos meios de comunicação locais, chegando a ser inclusive cotado para o prêmio Nobel da Paz.
Os momentos de glória duram pouco para Julian Assange, apenas alguns dias depois de chegar na Suécia, a justiça sueca o acusa de ter cometido estupro, contra duas mulheres que eram suas companheiras casuais. Imediatamente os relatórios desta acusação são espalhados para o mundo, isso gera uma repercussão negativa não só ao redor da pessoa, mas de toda organização WikiLeaks. No filme, Assange nega as acusações, certo de se tratarem de tentativas de descrédito pelo governo americano, para tirar o foco das informações liberadas por ele. Daniel Domscheit-Berg em sua entrevista afirma que o WikiLeaks se tornou muito vulnerável ao ser resumido à figura de Assange. Além disso, ele começou a discordar do rumo da organização quando Assange ordenou que todos os recursos do WikiLeaks fossem alocados nos esforços para liberação de dados do governo americano. Para Domscheit-Berg, WikiLeaks trata-se de um serviço de informações privilegiadas de qualquer lugar do mundo e em várias escalas de importância, não só casos que atraiam a grande mídia. Esta desavença culmina numa discussão entre os dois integrantes, que termina em Daniel Domscheit-Berg chamando Julian Assange de Ditador e saindo do WikiLeaks, mas não sozinho. Vários membros estavam do lado de Domscheit-Berg, e ao sair, eles fundam o OpenLeaks, um website similar ao WikiLeaks, aplicando as modificações que julgavam necessárias neste último.
O documentário finaliza com notas positivas dos principais integrantes e entrevistados, destacando a importância do WikiLeaks para a liberdade de informação e do uso da tecnologia em causas sociais e políticas na atualidade. O único representante do governo americano que aceitou ser entrevistado, Christian Whiton, reforça uma opinião contrária e julga os atos do WikiLeaks como terroristas. Ele diz que os Estados Unidos são uma das nações mais democráticas do mundo mas existem informações que não devem ser acessadas por todos. Ao qual o repórter islandês Kristinn Hrafnsson conclui: "Democracia sem transparência não é democracia".

## Elenco
- Julian Assange
- Daniel Domscheit-Berg
- Kristinn Hrafnsson
- Mikael Viborg
- Smári McCarthy
- Herbert Snorrason
- Birgitta Jónsdóttir
- Iain Overton
- Christian Whiton

## Produção
O Documentário foi filmado em seis meses, com as gravações de Julian Assange começando apenas em setembro de 2010, três meses antes do lançamento, e se estenderam até logo antes da prisão de Julian Assange na Inglaterra e seu subsequente processo de extradição para questionamentos na Suécia por conta das acusações de estupro. Os repórteres visitaram diversas cidades relacionadas às ações do WikiLeaks, incluindo Berlin, Estocolmo, Reykjavik, Londres e Washington D.C.. Em Entrevista, Lindquist comenta que antes de conhecer Assange, em junho de 2010, não havia ouvido falar dele ou do WikiLeaks, mas rapidamente achou que valia a pena contar essa história. Lindquist ainda opina sobre as acusações de estupro, consideradas estranhas, e um risco muito grande para Assange, caso fossem verdade, e sobre o caso do vazamento de telegramas diplomáticos dos Estados Unidos, que aconteceram no momento das filmagens. O diretor reforça a importância de se manter parcial no documentário, trazendo os dois lados da história. E comenta sobre a importância, independentemente das consequências, que o WikiLeaks pode trazer para a mídia em geral nos próximos anos.

## Recepção
Por se tratar de um filme feito para TV sueca, WikiRebels não teve uma repercussão tão grande quanto outros filmes posteriores baseados no mesmo tema como The Fifth Estate e Mediastan. Apesar disso, o filme se alastrou pela internet, sendo amplamente distribído no YouTube e outras plataformas, inclusive com legendas em português. Dentre os meios que possuem algum registro sobre o documentário, WikiRebels teve recepção favorável, recebendo nota 7.7 em avaliações do Internet Movie Database; 7.5 no TopDocumentaryFilms.com e quatro estrelas no Examiner.com. O Static Mass Emporium vai além e em seu review quatro estrelas diz: "WikiRebels oferece uma estrutura para entender o que está acontecendo e onde isso está acontecendo com uma abordagem clara e concisa. [...] Não podemos negar que o que ele está oferecendo é uma alternativa saudável para o que normalmente acaba no noticiário mainstream. É um interessante olhar para ambos um indivíduo e uma organização que tem estado em tantas manchetes, mas que ainda sabemos muito pouco sobre."